# Epiclerus cubensis
Epiclerus cubensis är en stekelart som beskrevs av Yoshimoto 1978. Epiclerus cubensis ingår i släktet Epiclerus och familjen raggsteklar.
Artens utbredningsområde är:
- Kuba.
- Puerto Rico.

Inga underarter finns listade i Catalogue of Life.